# Culex okinawae
Culex okinawae är en tvåvingeart som beskrevs av Richard Mitchell Bohart 1953. Culex okinawae ingår i släktet Culex och familjen stickmyggor. Inga underarter finns listade i Catalogue of Life.